# Abraham Sinkov

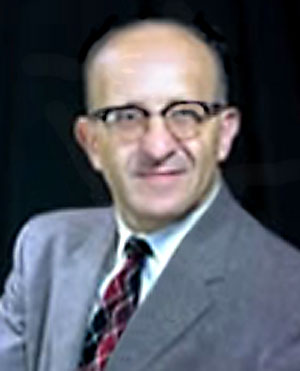
Abraham Sinkov

Abraham Sinkov (* 1907 in Philadelphia, Pennsylvania; † 19. Januar 1998 in Mesa, Arizona) war ein US-amerikanischer Mathematiker und Kryptologe.

## Leben und Wirken
Sinkov war der Sohn russischer Emigranten, wuchs in Brooklyn auf, wo er die Boys High School besuchte und am City College of New York Mathematik studierte (Bachelor-Abschluss), gemeinsam mit seinem alten Schulfreund Solomon Kullback. Danach war er Mathematiklehrer in New York.
Unzufrieden mit seinem Beruf als Lehrer nahm er wie Kullback an den Aufnahmeprüfungen für den Öffentlichen Dienst teil und erhielt im April 1930 eine Einladung von William Friedman, dem US-Chefkryptologen. Sie wurden von ihm als Kryptologen ausgebildet und wurden Mitarbeiter des Signals Intelligence Service (SIS), einer Militärabteilung, welche sich damals vor allem mit der Chiffrierung eigener Kommunikation (Communications Security, COMSEC) und später auch zunehmend mit der Entschlüsselung ausländischer und feindlicher Nachrichten beschäftigte. Friedman sorgte auch dafür, dass sie militärisches Training in Fort Meade bekamen und ermöglichte ihnen die Promotion in Mathematik. Sinkov promovierte 1933 bei Francis Johnston an der George Washington University (Families of Groups Generated by Two Operators of the Same Order).
Mit Kullback hatte er zunächst eigene Chiffrierverfahren bereitzustellen. 1936 leitete Sinkov den ersten Horchposten der USA außerhalb ihres Staatsgebiets in der Panama Kanalzone. Im Januar 1941 war er als Hauptmann in einer Delegation, die kryptologische Informationen mit den Briten austauschen sollte. Dabei wurden sie auch bei einem Besuch von Bletchley Park (unvollständig) über die Erfolge in der Enigma Entzifferung informiert. Sinkov selbst war bei Kriegseintritt der USA nach Pearl Harbor im Pazifikraum aktiv. Er war der inoffizielle Leiter des kryptologischen Dienstes von General Douglas MacArthur in Melbourne, des CBB (Central Bureau), in dem US-Amerikaner mit Australiern zusammenarbeiteten. Sie konnten McArthur mit Entzifferungsarbeiten wirksam bei seinen Rückeroberungen in Neuguinea und den Philippinen unterstützen.
Nach dem Krieg war er ab 1949 Leiter der Kommunikationssicherheit bei der AFSA (Armed Forces Security Agency), die später in der NSA aufging. Bei deren Gründung 1952 wurde er Leiter der COMSEC. 1954 besuchte er das National War College und wurde Direktor für Produktion bei der NSA. 1962 ging er bei der NSA in den Ruhestand und wurde Mathematikprofessor an der Arizona State University.